# Дом-музей Колумба
Дом-музей Колумба — испанский музей в городе Вальядолид.

## История
Музей основан в 1965 году.
Дом-музей Колумба расположен в городе Вальядолид, автономное сообщество Кастилья и Леон, Испания. В Музее находятся документы и воспоминания Христофора Колумба. Также музей является культурным центром и домом американизма в Вальядолиде, центр изучения истории Америки колумбовской эпохи.
Иногда можно услышать версию, что Колумб умер неподалёку от дома-музея в Вальядолиде, на самом деле он скончался в исчезнувшем ныне монастыре Сан-Франциско, который стоял между улицей Сантьяго и Площадью Пласа Майор. Музей находится рядом с церковью Святой Марии Магдалины, он расположен в доме, принадлежавшем семье по фамилии Колумб. В XIX веке на стене дома закрепили медальон с бюстом Колумба, сделанный художником Николасом Фернандесом де ла Оливия, с надписью: «здесь умер Колумб».
Позже дом снесли во время перепланировки города, но по инициативе местной интеллигенции и студентов муниципальные власти выкупили участок, где находилось здание, и возвели музей в честь Колумба. Новое здание частично напоминает особняк на острове Сан-Доминго, принадлежавший Диего Колумбу, старшему сыну Христофора Колумба. Строение выполнено в стиле исабелино.
На боковой арке сада установили орден 1866. Позднее в саду установили железную репродукцию корабля Святой Марии и бюст вальядолидского первооткрывателя Хуан Понсе де Леона.
В 2006 году, совпавшем со столетием со дня смерти Колумба, в Вальядолиде приступили к расширению выставочного пространства и самого здания, с помощью пристройки, возрождающей корабль той эпохи.

## Музейные фонды
Выставленные объекты в музее воссоздают атмосферу золотого века Испании, не обходя стороной колониальные и доиспанские мотивы, среди которых выделяется коллекция керамики разных культур коренного населения Америки, модели кораблей и навигационные инструменты. Среди наиболее выдающихся произведений искусства — оригинал саржи[неизвестный термин] с изображением Голгофы, выполненную Луисом де Вийолдо, копию старинной рукописи История Тлашкалы, а также различные картины мексиканских художников.

## Архитектура и реставрация
Современное здание музея — результат объединения нескольких исторических построек, включая бывшую резиденцию губернатора, где, по преданию, останавливался Колумб. Реставрационные работы начались в 1940 году по инициативе президента муниципалитета Дона Матиаса Вега Герра и продолжались несколько десятилетий.

## Галерея

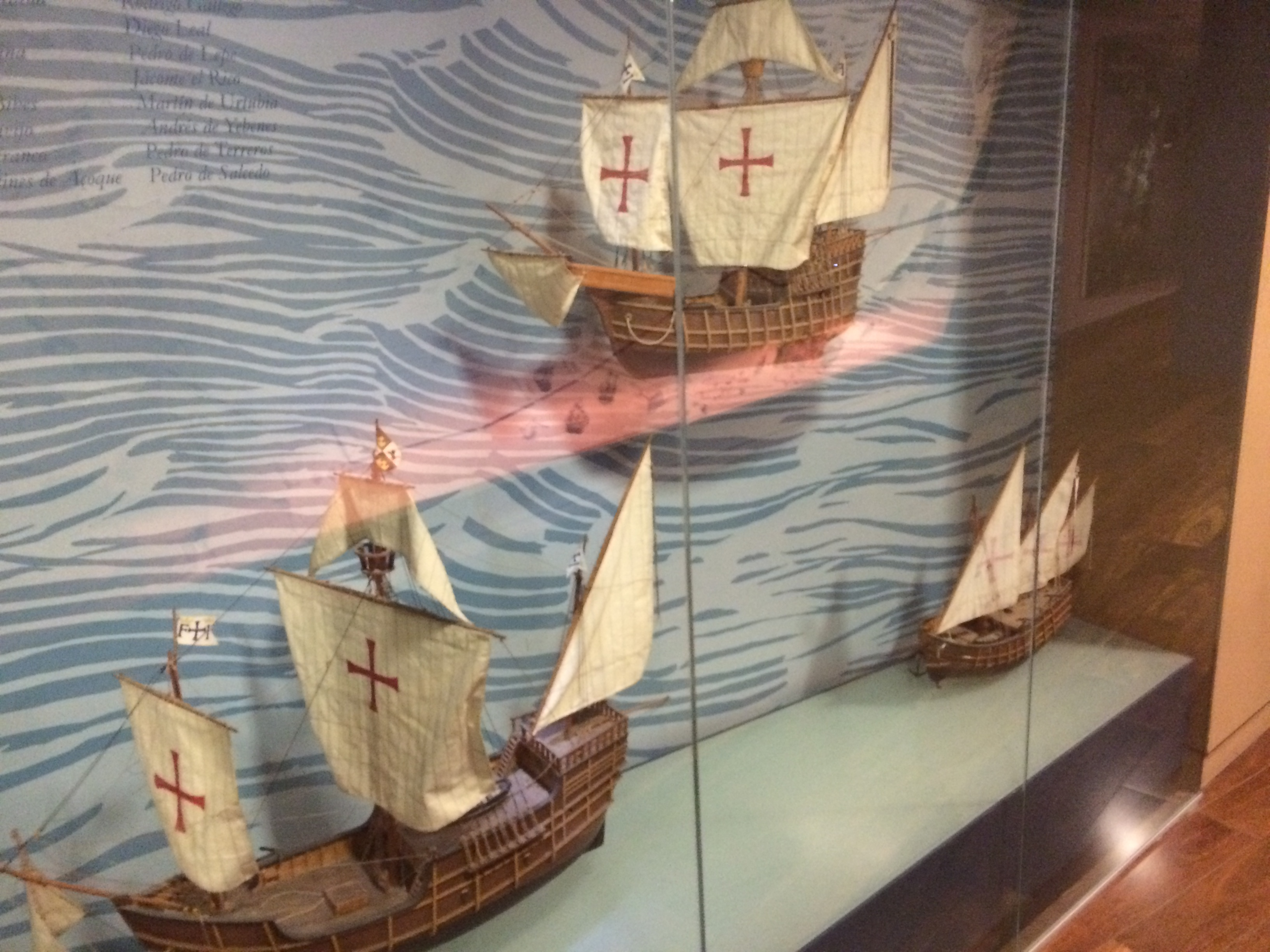
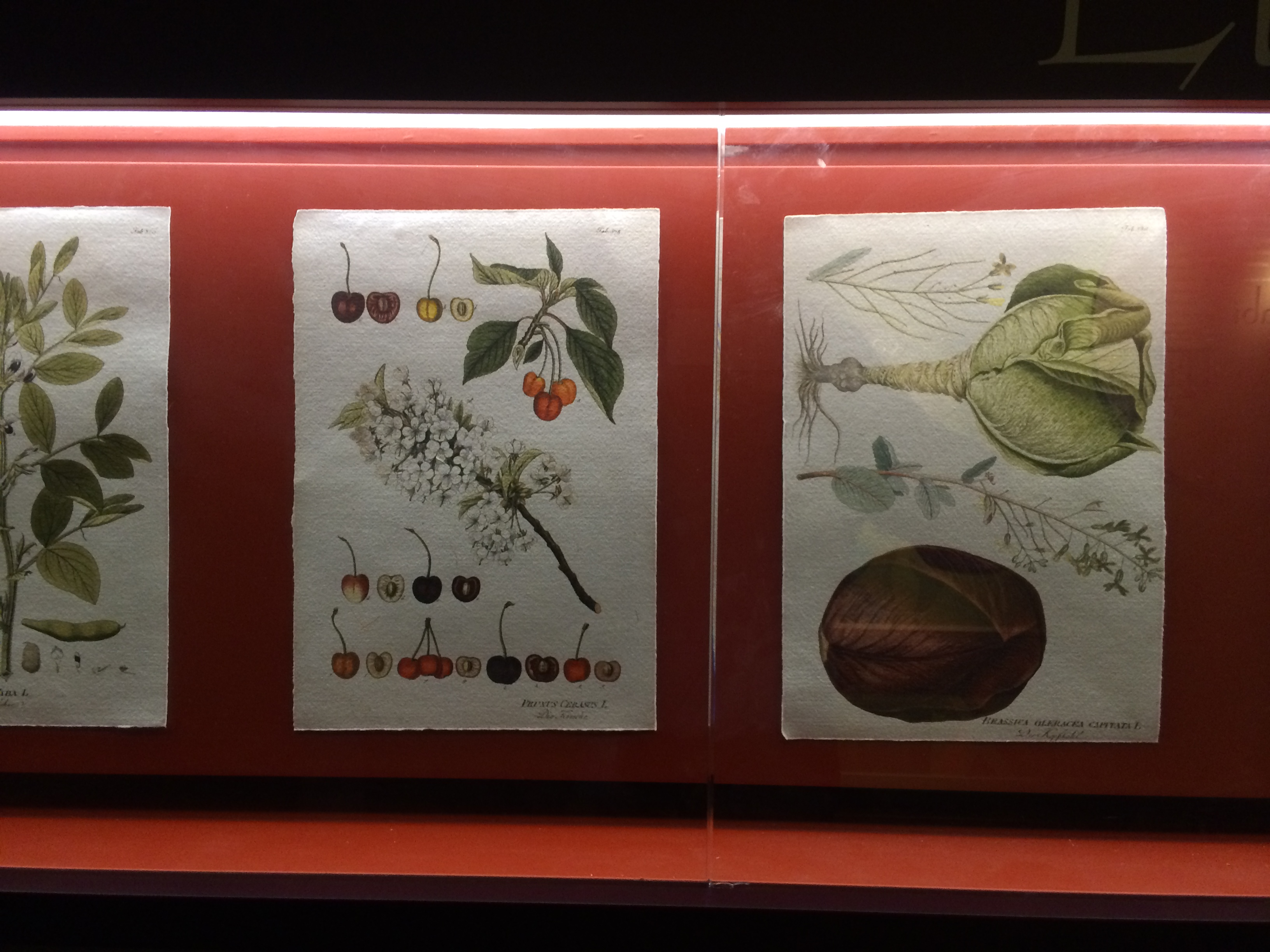
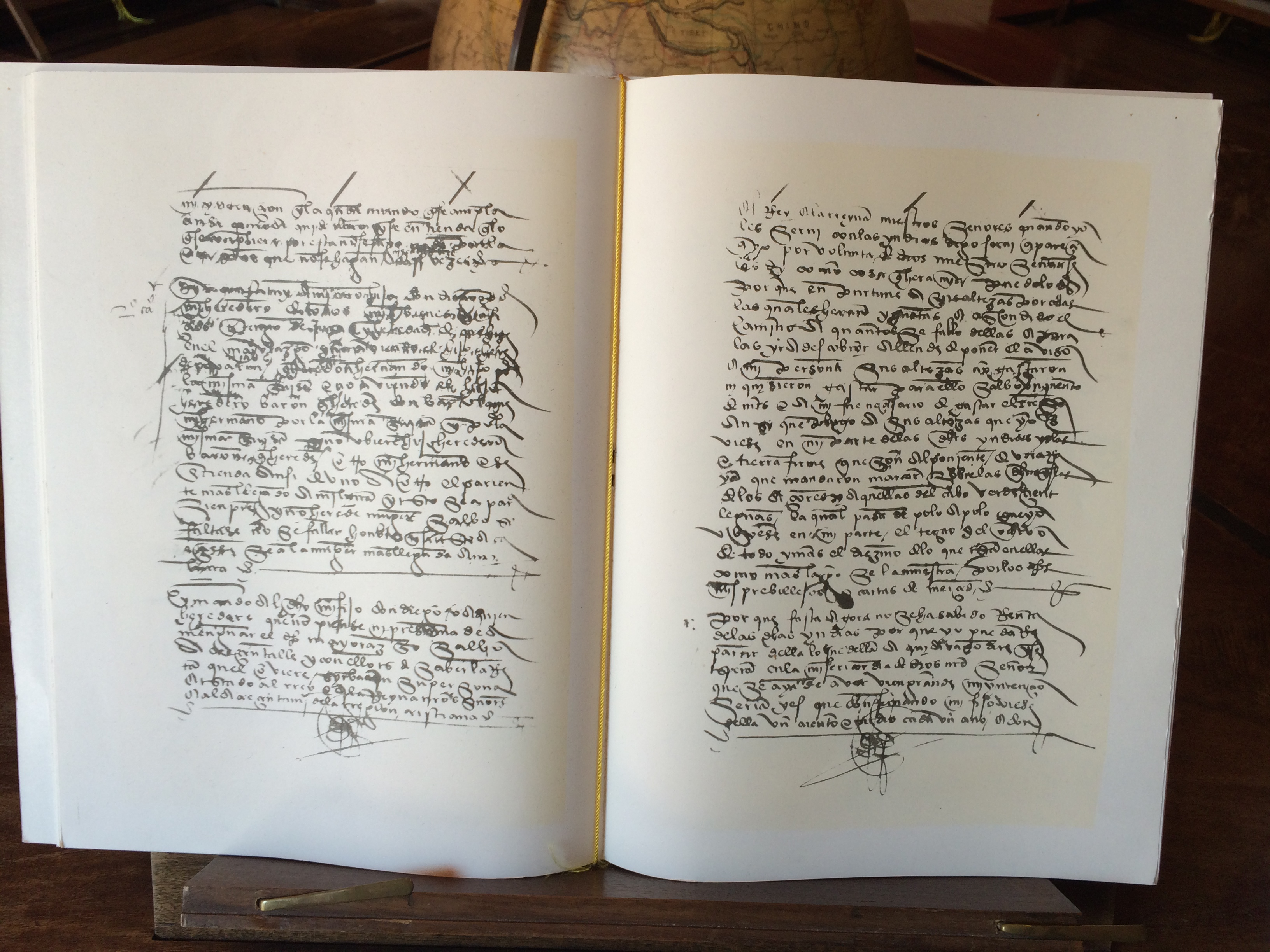
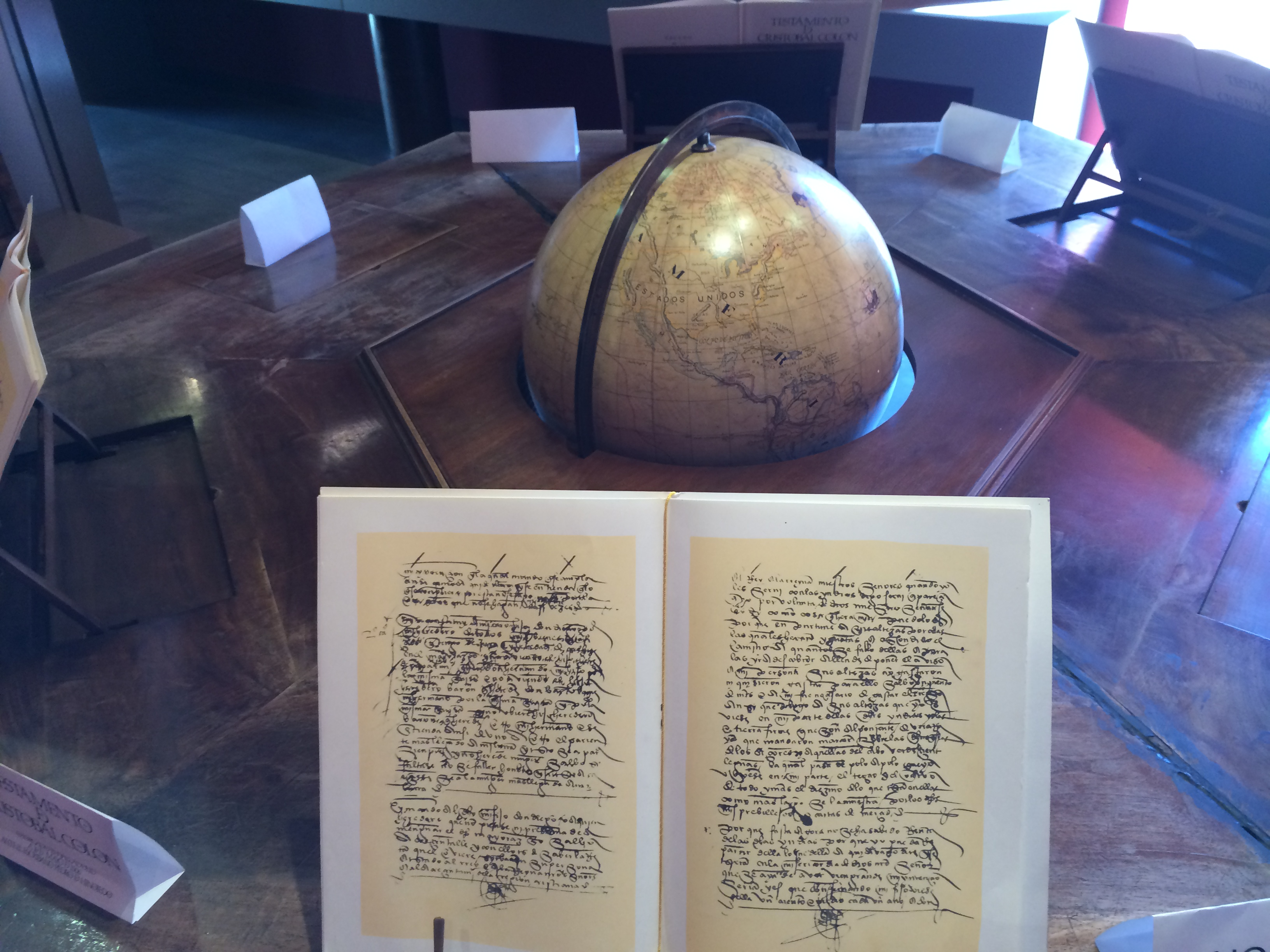
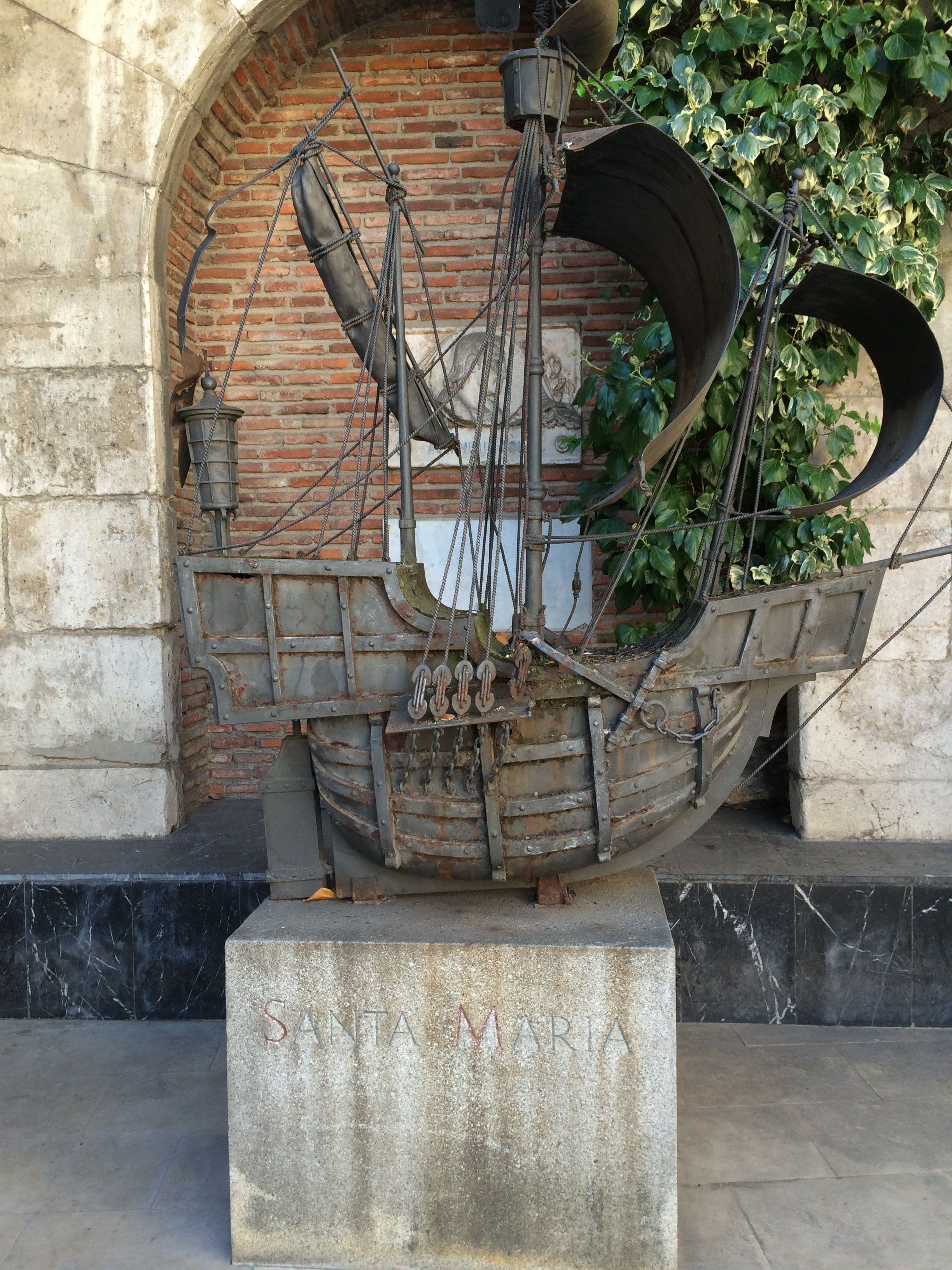
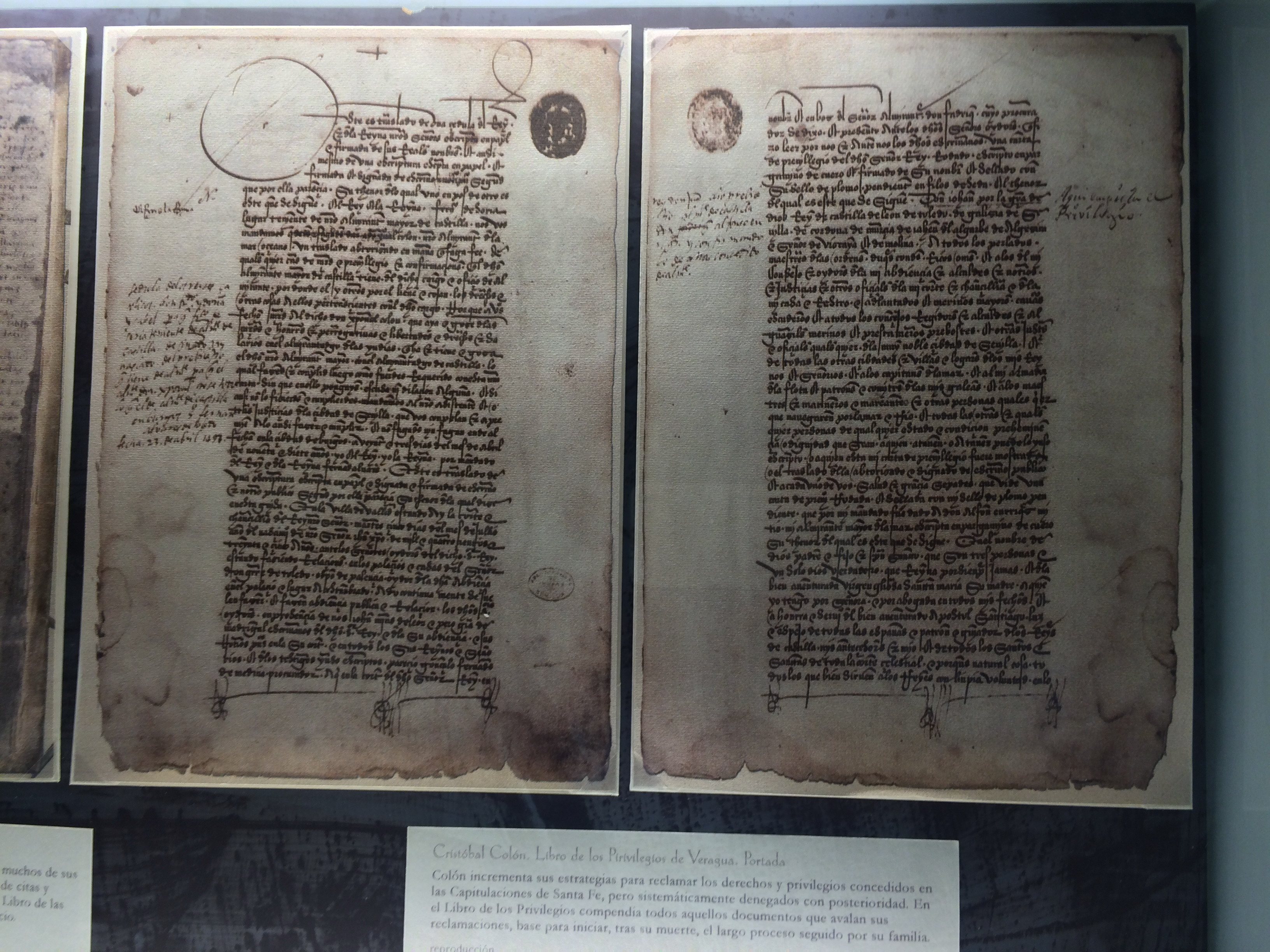